# People's Choice Awards 2013
La 39ª edizione dei People's Choice Awards si è svolta il 9 gennaio 2013 al Nokia Theatre di Los Angeles. La cerimonia è stata presentata da Kaley Cuoco e trasmessa dalla CBS. Le nomination erano state annunciate il 15 novembre 2012.
In seguito sono elencate le categorie. Il relativo vincitore è stato indicato in grassetto.

## Cinema

### Film

#### Film preferito
- Hunger Games (The Hunger Games), regia di Gary Ross
- The Amazing Spider-Man, regia di Marc Webb
- The Avengers, regia di Joss Whedon
- Biancaneve e il cacciatore (Snow White and the Huntsman), regia di Rupert Sanders
- Il cavaliere oscuro - Il ritorno (The Dark Knight Rises), regia di Christopher Nolan

#### Film drammatico preferito
- Noi siamo infinito (The Perks of Being a Wallflower), regia di Stephen Chbosky
- Argo, regia di Ben Affleck
- Ho cercato il tuo nome (The Lucky One), regia di Scott Hicks
- Magic Mike, regia di Steven Soderbergh
- La memoria del cuore (The Vow), regia di Michael Sucsy

#### Film commedia preferito
- Ted, regia di Seth MacFarlane
- 21 Jump Street, regia di Phil Lord e Chris Miller
- Che cosa aspettarsi quando si aspetta (What to Expect When You're Expecting), regia di Kirk Jones
- Dark Shadows, regia di Tim Burton
- Voices (Pitch Perfect), regia di Jason Moore

#### Film d'azione preferito
- Hunger Games (The Hunger Games)
- The Amazing Spider-Man
- The Avengers
- Il cavaliere oscuro - Il ritorno (The Dark Knight Rises)
- Men in Black 3, regia di Barry Sonnenfeld

### Recitazione

#### Attore preferito cinematografico
- Robert Downey Jr.
- Johnny Depp
- Joseph Gordon-Levitt
- Will Smith
- Channing Tatum

#### Attrice preferita cinematografica
- Jennifer Lawrence
- Anne Hathaway
- Scarlett Johansson
- Mila Kunis
- Emma Stone

#### Attore preferito in un film drammatico
- Zac Efron
- Bradley Cooper
- Jake Gyllenhaal
- Liam Neeson
- Channing Tatum

#### Attrice preferita in un film drammatico
- Emma Watson
- Keira Knightley
- Rachel McAdams
- Meryl Streep
- Charlize Theron

#### Attore preferito in un film commedia
- Adam Sandler
- Will Ferrell
- Zach Galifianakis
- Ben Stiller
- Channing Tatum

#### Attrice preferita in un film commedia
- Jennifer Aniston
- Emily Blunt
- Cameron Diaz
- Mila Kunis
- Reese Witherspoon

#### Star preferita in un film d'azione
- Chris Hemsworth
- Christian Bale
- Robert Downey Jr.
- Chris Evans
- Will Smith

#### Icona preferita cinematografica
- Meryl Streep
- Michelle Pfeiffer
- Susan Sarandon
- Maggie Smith
- Emma Thompson

#### Supereroe preferito cinematografico
- Iron Man interpretato da Robert Downey Jr.
- Batman interpretato da Christian Bale
- Capitan America interpretato da Chris Evans
- Thor interpretato da Chris Hemsworth
- Spider-Man interpretato da Andrew Garfield

#### Alchimia preferita in un film
- Jennifer Lawrence, Josh Hutcherson e Liam Hemsworth – Hunger Games (The Hunger Games)
- Andrew Garfield ed Emma Stone – The Amazing Spider-Man
- Scarlett Johansson e Jeremy Renner – The Avengers
- Chris Hemsworth e Kristen Stewart – Biancaneve e il cacciatore (Snow White and the Huntsman)
- Rachel McAdams e Channing Tatum – La memoria del cuore (The Vow)

### Altri premi

#### Fandom preferito cinematografico
- Twihards, fandom di Twilight
- Potterheads, fandom di Harry Potter
- Ringers, fandom de Il Signore degli Anelli
- Rum Runners, fandom di Pirati dei Caraibi
- Tributes, fandom di Hunger Games (The Hunger Games)

#### Franchise preferito cinematografico
- Hunger Games (The Hunger Games)
- The Avengers
- Il cavaliere oscuro (The Dark Knight)
- Madagascar
- Spider-Man

## Televisione

### Programmi

#### Serie TV drammatica preferita
- Grey's Anatomy
- C'era una volta (Once Upon a Time)
- Gossip Girl
- Grimm
- Revenge

#### Serie TV drammatica preferita (via cavo)
- Leverage - Consulenze illegali (Leverage)
- Burn Notice - Duro a morire (Burn Notice)
- Pretty Little Liars
- The Walking Dead
- White Collar

#### Serie TV commedia preferita
- The Big Bang Theory
- Glee
- How I Met Your Mother
- Modern Family
- New Girl

#### Serie TV commedia preferita (via cavo)
- Diario di una nerd superstar (Awkward)
- C'è sempre il sole a Philadelphia (It's Always Sunny in Philadelphia)
- Hot in Cleveland
- Melissa & Joey
- Psych

#### Serie TV crime drama preferita
- Castle
- Bones
- Criminal Minds
- CSI - Scena del crimine (CSI: Crime Scene Investigation)
- NCIS - Unità anticrimine (NCIS)

#### Serie TV sci-fi/fantasy preferita
- Supernatural
- C'era una volta (Once Upon a Time)
- Doctor Who
- The Vampire Diaries
- The Walking Dead

#### Serie TV preferita (via cavo, pay tv)
- True Blood
- Dexter
- Homeland - Caccia alla spia (Homeland)
- Spartacus
- Il Trono di Spade (Game of Thrones)

#### Serie d'animazione preferita
- South Park
- The Cleveland Show
- Futurama
- I Griffin (Family Guy)
- I Simpson (The Simpsons)

#### Talent show preferito
- The X Factor
- America's Got Talent
- American Idol
- Dancing with the Stars (Ballando con le stelle)
- The Voice

#### Nuova serie TV drammatica preferita
- Beauty and the Beast
- Arrow
- Elementary
- Nashville
- Revolution

#### Nuova serie TV commedia preferita
- The New Normal
- Go On
- Guys with Kids
- The Mindy Project
- Vicini del terzo tipo (The Neighbors)

### Recitazione e conduzione

#### Attore preferito in una serie TV drammatica
- Nathan Fillion
- Jensen Ackles
- Jared Padalecki
- Ian Somerhalder
- Paul Wesley

#### Attrice preferita in una serie TV drammatica
- Ellen Pompeo
- Emily Deschanel
- Nina Dobrev
- Ginnifer Goodwin
- Stana Katic

#### Attore preferito in una serie TV commedia
- Chris Colfer
- Ty Burrell
- Jesse Tyler Ferguson
- Neil Patrick Harris
- Jim Parsons

#### Attrice preferita in una serie TV commedia
- Lea Michele
- Kaley Cuoco
- Zooey Deschanel
- Jane Lynch
- Sofía Vergara

#### Presentatore preferito di un programma diurno
- Ellen DeGeneres – The Ellen DeGeneres Show
- George Stephanopoulos, Josh Elliott, Lara Spencer, Robin Roberts e Sam Champion – Good Morning America
- Kelly Ripa e Michael Strahan – Live with Kelly and Michael
- Al Roker, Matt Lauer, Natalie Morales e Savannah Guthrie – The Today Show
- Barbara Walters, Elisabeth Hasselbeck, Joy Behar, Sherri Shepherd e Whoopi Goldberg – The View

#### Presentatore preferito di un talk show serale
- Jimmy Fallon
- Chelsea Handler
- Jimmy Kimmel
- David Letterman
- Conan O'Brien

#### Giudice VIP preferito di un talent show
- Demi Lovato
- Christina Aguilera
- Adam Levine
- Jennifer Lopez
- Britney Spears

#### Presentatore preferito di un nuovo talk show
- Steve Harvey
- Katie Couric
- Ricki Lake
- Jeff Probst
- Michael Strahan

### Altri premi

#### Fandom preferito di una serie televisiva
- SPNFamily, fandom di Supernatural
- Gleeks, fandom di Glee
- Oncers, fandom di C'era una volta (Once Upon a Time)
- Little Liars, fandom di Pretty Little Liars
- TVDFamily, fandom di The Vampire Diaries

## Musica

### Artista maschile preferito
- Jason Mraz
- Justin Bieber
- Chris Brown
- Blake Shelton
- Usher

### Artista femminile preferita
- Katy Perry
- Adele
- Pink
- Taylor Swift
- Carrie Underwood

### Gruppo musicale preferito
- Maroon 5
- Green Day
- Linkin Park
- No Doubt
- Train

### Artista emergente preferito
- The Wanted
- Fun.
- Gotye
- Carly Rae Jepsen
- One Direction

### Artista country preferito
- Taylor Swift
- Jason Aldean
- Tim McGraw
- Blake Shelton
- Carrie Underwood

### Artista pop preferito
- Katy Perry
- Adele
- Justin Bieber
- Demi Lovato
- Pink

### Artista hip-hop preferito
- Nicki Minaj
- Drake
- Flo Rida
- Jay-Z
- Pitbull

### Artista R&B preferito
- Rihanna
- Beyoncé
- Alicia Keys
- Bruno Mars
- Usher

### Album preferito
- Up All Night – One Direction
- Believe – Justin Bieber
- Blown Away – Carrie Underwood
- Overexposed – Maroon 5
- Some Nights – Fun.

### Canzone preferita
- What Makes You Beautiful – One Direction
- Call Me Maybe – Carly Rae Jepsen
- One More Night – Maroon 5
- We Are Never Ever Getting Back Together – Taylor Swift
- We Are Young – Fun. feat. Janelle Monáe

### Video musicale preferito
- Part of Me – Katy Perry
- Boyfriend – Justin Bieber
- Call Me Maybe – Carly Rae Jepsen
- Gangnam Style – Psy
- Payphone – Maroon 5 feat. Wiz Khalifa

### Fandom preferito musicale
- KatyCats, fandom di Katy Perry
- Beliebers, fandom di Justin Bieber
- Directioners, fandom dei One Direction
- Lovatics, fandom di Demi Lovato
- Selenators, fandom di Selena Gomez